# 対馬 (海防艦)
対馬（つしま）は、日本海軍の海防艦。普遍的には択捉型海防艦の7番艦とされているが、海軍省が定めた公式類別では占守型海防艦の11番艦。ヒ81船団等に参加した。太平洋戦争を生き延びて戦後は復員輸送に従事し、賠償艦として中華民国に引き渡された。以降は敷設艦に改造されるなどして1963年まで現役だった。この名を持つ帝国海軍の艦船としては、新高型防護巡洋艦の対馬に続いて二代目。艦名の由来は長崎県の対馬から。

## 艦歴

### 竣工まで
マル急計画の海防艦甲型、第310号艦型の7番艦、仮称艦名第316号艦として計画。1942年（昭和17年）6月20日、日本鋼管鶴見造船所で起工。11月1日、「対馬」と命名。本籍を呉鎮守府と仮定され、占守型海防艦の11番艦に定められる。1943年（昭和18年）3月20日、進水。6月19日、艤装員事務所を設置。6月28日、艤装員長に鈴木盛中佐が着任。7月28日、対馬は竣工した。鈴木中佐（対馬艤装員長）は対馬海防艦長となる。同日附で、対馬艤装員事務所は撤去された。本籍を呉鎮守府に定められ、呉鎮守府警備海防艦として呉海上防備戦隊に編入された。

### 昭和18年の行動
竣工後、対馬は呉に回航されて訓練を行い、門司に移動した。1943年（昭和18年）8月15日、第1海上護衛隊に編入された。以後、内地～フィリピン～シンガポール方面の護衛に従事する。
8月17日、輸送船2隻からなるマ01船団を護衛して門司を出港する。20日、船団は基隆に到着した。21日、対馬は高雄に移動する。22日に輸送船2隻からなるマ02船団を護衛して高雄を出港した。26日、船団は門司に到着した。
9月1日1600、輸送船2隻からなるマ03船団を護衛して門司を出港。4日0800、船団は基隆に到着。5日0530、対馬は基隆を出港し、2030に高雄に到着。8日0900、輸送船談を護衛して高雄を出港。13日1500、船団は門司に到着。1800、対馬は門司を出港し、14日0700に呉に到着して修理を受ける。修理完了後の23日0900、対馬は呉を出港し、1800に門司に到着。25日1700、海軍徴用船睦洋丸（東洋汽船、2,726トン）他輸送船3隻からなるマ05船団を護衛して門司を出港。29日0800、船団は高雄に到着。
10月5日0700、陸軍配当船みりい丸（三菱汽船、10,565トン）他輸送船3隻を海防艦松輪と共に護衛して高雄を出港した。6日0900、貨客船富士丸（日本郵船、9,138トン）、同鴨緑丸（大阪商船、7,362トン）からなるマ06船団を発見し、護衛を開始する。9日0800、船団は門司に到着した。
12日1600、特設運送艦讃岐丸（日本郵船、9,246トン）他輸送船7隻からなるヒ13船団を駆逐艦朝風と共に護衛して門司を出港した。16日1846、船団は高雄に到着する。18日1557に高雄を出港し、21日1709に海南島三亜に到着した。23日2150に三亜を出港し、船団は30日1546に昭南に到着した。
11月3日1210、対馬は特設運送船北陸丸（大阪商船、8,365トン）他輸送船5隻からなるヒ14船団を護衛して昭南を出港した。護衛艦艇は、対馬1隻であった。6日夜、船団は北緯10度40分 東経115度15分 / 北緯10.667度 東経115.250度の地点で遠方にいた米潜ブルーフィッシュ(USS Bluefish, SS-222)に発見される。ブルーフィッシュはいったん船団を見失うも、翌7日午後に再度発見して船団の全貌をおおよそつかむ事ができた。8日朝、ブルーフィッシュは北緯16度44分 東経116度22分 / 北緯16.733度 東経116.367度の南沙諸島東方に至ったところで浮上攻撃を仕掛け、先頭船、五番船および六番船に対して、艦首と艦尾の両発射管を使って魚雷を計10本発射し、全て命中させたと判断される。1時間後に二度目の攻撃で後落したタンカーに対して魚雷を4本発射したが、1本は命中したものの不発で2本は命中せず、残る1本が命中しただけだった。三度目の攻撃で魚雷を2本発射して1本を命中させ、四度目の攻撃でも魚雷を2本発射し2本とも命中させた。
一連の攻撃で1TL型戦時標準タンカー旭栄丸（日東汽船、10,571トン）が沈没した。対馬は生存者救助のため船団から分離し、61名を救助した。救助作業に従事している間、船団は丸裸であった。救助作業終了後、対馬は先に退避していた船団をおいかけた。10日1100、船団は高雄に到着した。
11日1330、対馬は高雄に到着した。
18日0837、対馬は輸送船2隻からなる臨時輸送船団を護衛して高雄を出港。1706、対馬は船団から分離して高雄に戻った。19日1040、対馬は輸送船2隻からなる臨時輸送船団を護衛して高雄を出港。23日0830、船団はダバオに到着した。25日1600、単独でダバオを出港し、27日1100に対潜掃討を行った。28日1155、対馬はマニラに到着。29日1716、マニラを出港。30日1000、マニラ湾でみりい丸他輸送船7隻からなるG船団の護衛を駆逐艦浦波から引き継ぐ。12月1日2000、船団は高雄に到着。船団はここでみりい丸他輸送船4隻に組み替えられ、2日1430に高雄を出港。7日1000に船団は門司に到着した。
11日1400、海軍徴用船大峰山丸（三井船舶、10,536トン）他輸送船6隻からなるヒ25船団を護衛して門司を出港。15日、船団は米潜アスプロ(USS Aspro, SS-309)に発見される。アスプロはタンカーに向けて魚雷4本を発射してきたが命中しなかった。その後、貨物船壽洋丸（東洋汽船、5,457トン）が基隆に向かうため分離。1500、船団は高雄に到着した。16日1530、船団は高雄を出港。直後、対馬は対潜掃討をする松輪の援護に向かった。同日中に対馬はヒ25船団の護衛に戻った。21日1320、船団は昭南に到着した。26日1000、大峰山丸他輸送船6隻からなるヒ26船団を護衛して昭南を出港。1944年（昭和19年）1月1日1117に船団は高雄に到着。対馬は船団から分離し、高雄を出港して対潜掃討を行った。2日1525、対馬は高雄に到着。

### 昭和19年の行動
1944年（昭和19年）1月3日0950、陸軍輸送船赤城山丸（三井船舶、4,714トン）他輸送船12隻からなる第232船団を海防艦三宅と共に護衛して高雄を出港した。10日0900、対馬は船団から分離し、1630に呉に到着して修理を受ける。1830、船団は門司に到着した。
2月9日0800、対馬は呉を出港し、10日1030に門司に到着。11日1600、海軍配当船萬栄丸（日東汽船,5,226トン）他輸送船5隻からなるヒ43船団を護衛して門司を出港し、16日1100に基隆に到着。18日1000、基隆を出港し、23日1730にカムラン湾に到着した。翌24日、対馬は第21号駆潜艇と共に対潜掃討を行った。29日0900、船団はカムラン湾を出港。3月1日、サンジャック付近で北上する輸送船団とすれ違った際、陸軍輸送船徳島丸（日本郵船、5,975トン）と衝突した。搭載爆雷が誘爆した対馬は艦尾側8mを失って航行不能となり、乗員6名が死亡した。対馬は応急修理の後、徳島丸に曳航されてサイゴンに移動した。
3月2日、対馬は貨物船立石丸（右近商事、3,801トン）に曳航され、1230にサンジャックに到着。3月3日0900に立石丸に曳航されてサンジャックを出港し、1340にサイゴンに到着。27日1000、貨物船鶴島丸（山下汽船、4,652トン）他輸送船2隻と共にサシ14船団を編成。対馬は立石丸に曳航され、特設砲艦長寿山丸（朝鮮郵船、2,132トン）の護衛でサイゴンを出港。31日、昭南近海で立石丸から海軍救難船兼曳船来島丸（拿捕船、800トン/旧英船Christine Moller）に曳航相手が変更され、同日船団は昭南に到着した。対馬はセレター軍港の第101工作部で修理を受ける。対馬は9月末まで修理に従事した。
10月12日、海軍配当船あまと丸（石原汽船、10,238トン）他輸送船3隻からなるヒ76A船団を、護衛艦艇（海防艦〈第9号海防艦〉、敷設艇〈由利島〉）と共に護衛してシンガポールを出港した。15日2000、船団はサンジャックに到着した。同地で対馬は由利島と共に帝立丸（帝国船舶、9,877トン）を護衛してサイゴンへ移動する。その後2隻でサンジャックに戻った。18日1800、引き続きヒ76A船団を護衛してサンジャックを出港するが、悪天候のため反転。20日1200にサンジャックに戻った。22日0800、船団は海防艦大東、第16号、28号を加えてサンジャックを出港。26日2016、敵潜を探知し対潜掃討。27日1345にも敵潜を探知し対潜掃討。28日、大東が分離。31日2300、船団は六連島泊地に到着した。
11月2日0800、対馬は六連島泊地を出港し、1600に佐世保に到着して修理を受ける。9日0904、対馬は佐世保を出港し、1630に門司に到着。13日0945、海防艦択捉、久米と共に門司を出港し、1700に伊万里湾に到着した。11月15日、対馬は第101戦隊に編入された。
11月中旬、対馬はヒ81船団に加わる。ヒ81船団は第八護衛船団司令官佐藤勉少将を指揮官とし、護衛艦（空母〈神鷹〉、駆逐艦〈樫〉、海防艦〈9号、11号、61号、対馬、択捉、昭南、久米、大東〉）で加入船舶11隻を護衛。石油輸送と共に、日本陸軍第23師団のフィリピン輸送の任務を負っていた。
11月14日、ヒ81船団は門司を出撃、中国大陸沿岸航路をたどるべく東シナ海を横断した。15日、ヒ81船団は米潜クイーンフィッシュ(USS Queenfish, SS-393)に襲撃され、陸軍特殊船あきつ丸（日本海運、9,190トン）が被雷して沈没した。
同日、対馬は練習巡洋艦香椎、海防艦大東、鵜来、第23号、27号、51号と共に第101戦隊を編成する。
17日夕刻、こんどは米潜ピクーダ(USS Picuda, SS-382)の雷撃で、陸軍特殊船摩耶山丸（三井船舶、9,433トン）が北緯33度17分 東経124度45分 / 北緯33.283度 東経124.750度の地点で沈没した。同日夜、米潜スペードフィッシュ(USS Spadefish, SS-411)の雷撃により神鷹が北緯32度59分 東経123度38分 / 北緯32.983度 東経123.633度の地点で沈没した。18日0313、対馬は敵潜水艦撃沈確実を報じたが、該当するアメリカ潜水艦の喪失記録は無い。ヒ81船団は空母1隻・陸軍特殊船2隻を喪失し、陸海軍将兵合計6000名以上が戦死する結果となった。
25日正午に澎湖諸島東方で、陸軍特殊船吉備津丸（日本郵船、9,574トン）他輸送船2隻と対馬・大東が分離し、26日1230に無事に高雄に到着した。その後、陸軍特殊船神州丸、吉備津丸はタマ33船団を編成し、護衛部隊（海防艦〈対馬、大東、第14号、16号、46号、134号〉、掃海艇〈第101号〉）で30日2104に出港した。空襲回避のため目的地をマニラからサンフェルナンドに変更する。12月2日、同地へ到着した。
12月4日、対馬は神州丸、吉備津丸で編成されたマモ05船団を護衛してサンフェルナンドを出港した。船団は同日中にラポック湾に到着。5日にラポック湾を出港し、カミグイン島経由で6日に枋寮沖で停泊。7日に枋寮沖から高雄に移動した。同地で大幅な入れ換えがされ、8日0721に吉備津丸他輸送4隻となった船団を護衛艦2隻と共に護衛して高雄を出港。同日1530、船団は馬公に到着。10日0726、馬公を出港し、12日0236に三門湾に到着。0741に出港し、14日2110に伊万里湾に到着。15日0800、伊万里湾を出港するが、航海中に敵潜の攻撃を受けたため対潜掃討を行った。1810、船団は六連島泊地に到着した。16日0858、対馬は六連島を出港し、1042に門司に到着。
12月19日、対馬は第101戦隊の他の艦（香取型練習巡洋艦香椎など）と共にヒ85船団を護衛して門司を出港した。途中船団は高雄に寄港し、キノン湾へ向かった。28日、対馬は貨物船帝北丸（帝国船舶、5,794トン）と共に分離され、海南島の楡林へ先行した。30日0950、対馬と帝北丸は楡林に到着。31日0301、対馬と帝北丸は、ヒ85船団に合流するべく楡林を出港。1945年（昭和20年）1月1日0735、海南島近海で2隻は中国内陸部から飛来するアメリカ陸軍航空軍のB-24爆撃機からの空爆を受ける。帝北丸が被弾損傷した他、対馬も至近弾を受けて損傷した。2隻は反転して楡林に到着した。

### 昭和20年の行動
1945年（昭和20年）1月3日から20日まで、対馬は楡林で応急修理を受けている。応急修理中の12日、ヒ86船団を護衛中の第101戦隊はグラティテュード作戦による米第38任務部隊の空爆を受け、練習巡洋艦香椎、海防艦第23号、51号が撃沈されて壊滅した（護衛部隊は鵜来、大東、第27号が残存）。第38任務部隊による空襲は楡林に対しても行われた。空襲は12日から3日連続で行われたが、対馬に被害はほとんどなかった。21日0300、帝北丸他輸送船2隻からなるユタ15船団を海防艦鵜来、大東、27号の第101戦隊僚艦と共に護衛して楡林を出港。八所鎮を経由して22日0912に海南島北岸付近に停泊。23日0130には夜間空襲を受けるが、被害はなかった。その後出港し、26日1350に南日島に到着。27日0630に南日島を出港。28日1935、海軍徴用船明島丸（飯野海運、1,993トン）が海防艦鵜来、第27号と共に分離先行。29日2315、明島丸以下の先行船団が徐公島に到着。30日1347、船団本隊も徐公島に到着。1535に船団は徐公島を出港。2月1日に青島に到着。
2月6日1950、船団は青島を出港。7日1800に大東湾に到着。8日0600に大東湾を出港し、1800に古群山群島に到着。9日0700に古群山群島を出港し、10日0200に巨済島に到着。0700に巨済島を出港し、1600に門司に到着。11日0935、対馬は門司を出港し、呉に移動して修理を受ける。
3月15日、対馬は呉を出港し、公試の後16日1430に門司に到着。18日0650、門司を出港し、0730に六連島泊地に到着。19日1725、六連島泊地を出港して対潜哨戒を行う。
以降、中国・朝鮮半島方面での対潜哨戒に従事。
3月25日、第101戦隊の解隊により第1護衛艦隊指揮下となる。
4月5日、艦長が榛澤精男少佐に交代。6月2日、佐世保に入港して修理に従事した。そのまま同地で終戦を迎えた。

### 戦後・復員輸送
1945年（昭和20年）10月5日、帝国海防艦籍から除かれた。
12月1日、第二復員省の開庁に伴い、呉地方復員局所管の特別輸送艦に定められる。
1947年（昭和22年）7月31日に特別輸送艦の定めを解かれ、第二次引き渡しのため、賠償艦として上海で中華民国に引き渡された。

### 中華民国海軍
中華民国に引き渡し時は接11号と仮称されたが、引渡し後に臨安(Lin-An)（艦番号PF-77）と命名された。国共内戦中の1949年5月、台湾脱出に参加。1953年、基隆で日本軍が残していった十年式12cm高角砲1門、三年式8cm高角砲1門、九六式25mm単装機銃8挺を装備して再武装。第一艦隊（旗艦：丹陽）に配属された。
臨安は1954年以降台湾海峡の前線に配置され、1954年3月11日に烏坵島周辺海域において永泰（元アメリカ海軍PCE-842級護衛艇）とともに中国人民解放海軍の舟艇5隻との戦闘を行い、撃沈を記録している。
第一次台湾海峡危機の間の1955年4月7日には烏坵島周辺で正安（元日本海軍御蔵型海防艦屋代）とともに中国人民海軍の陣地となった島々への砲撃を行った。
1955年、日本製武装の保守が困難となってきたことから既存の武装を全て撤去し、Mk.22 3インチ単装緩射砲3門、ボフォース 40mm機関砲4門、エリコンFF 20 mm 機関砲4挺を装備。その後敷設艇に改装がされた。
1963年、他の日本製海防艦が一斉に退役すると同時に除籍・解体された。

## 艦長
艤装員長
1. 鈴木盛 中佐：1943年6月28日[29] - 1943年7月28日

海防艦長/艦長
1. 鈴木盛 中佐：海防艦長 1943年7月28日[30] - 1945年4月5日
2. 榛澤精男 少佐：1945年4月5日[31] - 1945年9月27日
3. 小屋愛之 中佐：1945年9月27日[32] - 1945年10月5日
4. 岡田靜一 中佐：1945年10月5日[33] - 1945年10月8日
5. 大上一雄 中佐：1945年10月8日[34] - 1945年10月25日
6. 岡田靜一 中佐/第二復員官：1945年10月25日[35] - 艦長 1945年12月1日 - 1946年2月5日
7. 橋本以行 第二復員官/第二復員事務官：1946年2月5日[36] - 1946年6月5日
8. 白戸敏造 第二復員事務官/復員事務官：1946年6月5日[36] - 1946年7月24日[37]
9. 志垣郁雄 復員事務官：就任年月日不明[注釈 3] - 1947年7月31日[注釈 4]